# Dryoctenes scrupulosus
Dryoctenes scrupulosus är en skalbaggsart som först beskrevs av Ernst Friedrich Germar 1824. Dryoctenes scrupulosus ingår i släktet Dryoctenes och familjen långhorningar.
Artens utbredningsområde är:
- Guyana.
- Panama.
- Paraguay.
- Surinam.
- Venezuela.

Inga underarter finns listade i Catalogue of Life.